# Alcea biennis
Alcea biennis (рожа бліда як Alcea pallida) — вид рослин з родини мальвових (Malvaceae), поширений у середній і південно-східній Європі, Туреччині, Сирії.

## Опис
Однорічна рослина 30–100 см. Підчашшя майже дорівнює чашечці або на 1/3 коротше від неї. Віночок рожевий, у засушеному стані синюватий.

## Поширення
Поширений у середній і південно-східній Європі (Австрія, Чехія, Угорщина, Словаччина, Молдова, Україна, Албанія, Боснія і Герцеговина, Болгарія, Хорватія, Греція (включаючи Крит), Македонія, Румунія, Сербія, Словенія), Туреччині, Сирії.
В Україні вид зростає на гранітних схилах, узліссях лісу, у заростях чагарників, на виноградниках, пустищах — на півдні Лісостепу і в Степу; у Криму, зрідка (гора Аюдаг, Сімферополь, Судак).